# Мілан Кужела
Мілан Кужела (словац. Milan Kužela; 27 квітня 1946, Братислава, Чехословаччина) — чехословацький хокеїст, захисник.
Чемпіон світу 1972. З 2004 року член зали слави словацького хокею.

## Клубна кар'єра
В чемпіонаті Чехословаччини грав за «Слован» (1964–1980, 1981–1982). У складі братиславської команди виграв чемпіонат Чехословаччини 1979. Тричі здобував срібні нагороди національного чемпіонату та п'ять разів — бронзові. Всього в лізі провів 532 матчі (62 голи).
Сезон 1980-81 провів у команді другого дивізіону «Локомотіва» (Зволен).

## Виступи у збірній
У складі національної збірної брав участь у чотирьох чемпіонатах світу та Європи (1972–1974, 1979). На чемпіонатах Європи виграв одну золоту (1972), дві срібні (1974, 1979) та одну бронзову нагороду (1973). На цих турнірах провів 34 матчі, а всього у складі збірної Чехословаччини — 86 матчів (5 голів).

## Нагороди та досягнення
| Нагороди                  | Команда        | Кіл. | Роки                         |
| ------------------------- | -------------- | ---- | ---------------------------- |
| Чемпіонат світу та Європи |                |      |                              |
| Золото                    | Чехословаччина | 1    | 1972                         |
| Срібло                    | Чехословаччина | 2    | 1974, 1979                   |
| Бронза                    | Чехословаччина | 1    | 1973                         |
| Чемпіонат Чехословаччини  |                |      |                              |
| Золото                    | «Слован»       | 1    | 1979                         |
| Срібло                    | «Слован»       | 3    | 1965, 1970, 1972             |
| Бронза                    | «Слован»       | 5    | 1966, 1969, 1971, 1973, 1980 |